# 郑州地铁4号线
郑州地铁4号线是郑州地铁的一条线路，于2020年12月26日开通运营。4号线起于惠济区的老鸦陈站，止于管城回族区的郎庄站，为服务市区北部、郑东新区龙湖区域、郑东新区中央商务区以及市区东南部的主要地铁线路。长度29.287公里，站点数量27个。

## 线路走向
4号线走向大体呈倒“L”型，西北端起于惠济区老鸦陈站，线路沿三全路向东敷设，在省体育中心站与3号线换乘。至文化北路转向南，与7号线并行，并在张家村站同台换乘。至国基路继续转向东，在沙门站与2号线换乘。过中州大道后进入郑东新区，沿龙湖中环路敷设。线路向北过森林公园北站后继续向东，并在清华附中站与6号线换乘，至龙源路后转向南，下穿龙湖及龙湖金融岛后沿如意东路敷设，在龙湖中环南站与8号线换乘。线路继续向南，穿过东西运河后进入郑东新区中央商务区，并在中央商务区站和会展中心站分别与5号线和1号线换乘。之后线路沿中州大道向南，在东十里铺站与3号线换乘，后继续向南至七里河站与5号线换乘。线路继续沿尚义路、金岱路向南敷设，至郎庄站止。4号线在老鸦陈站站前和郎庄站站后设有出入段线，分别连接关陈车辆段和河西停车场。

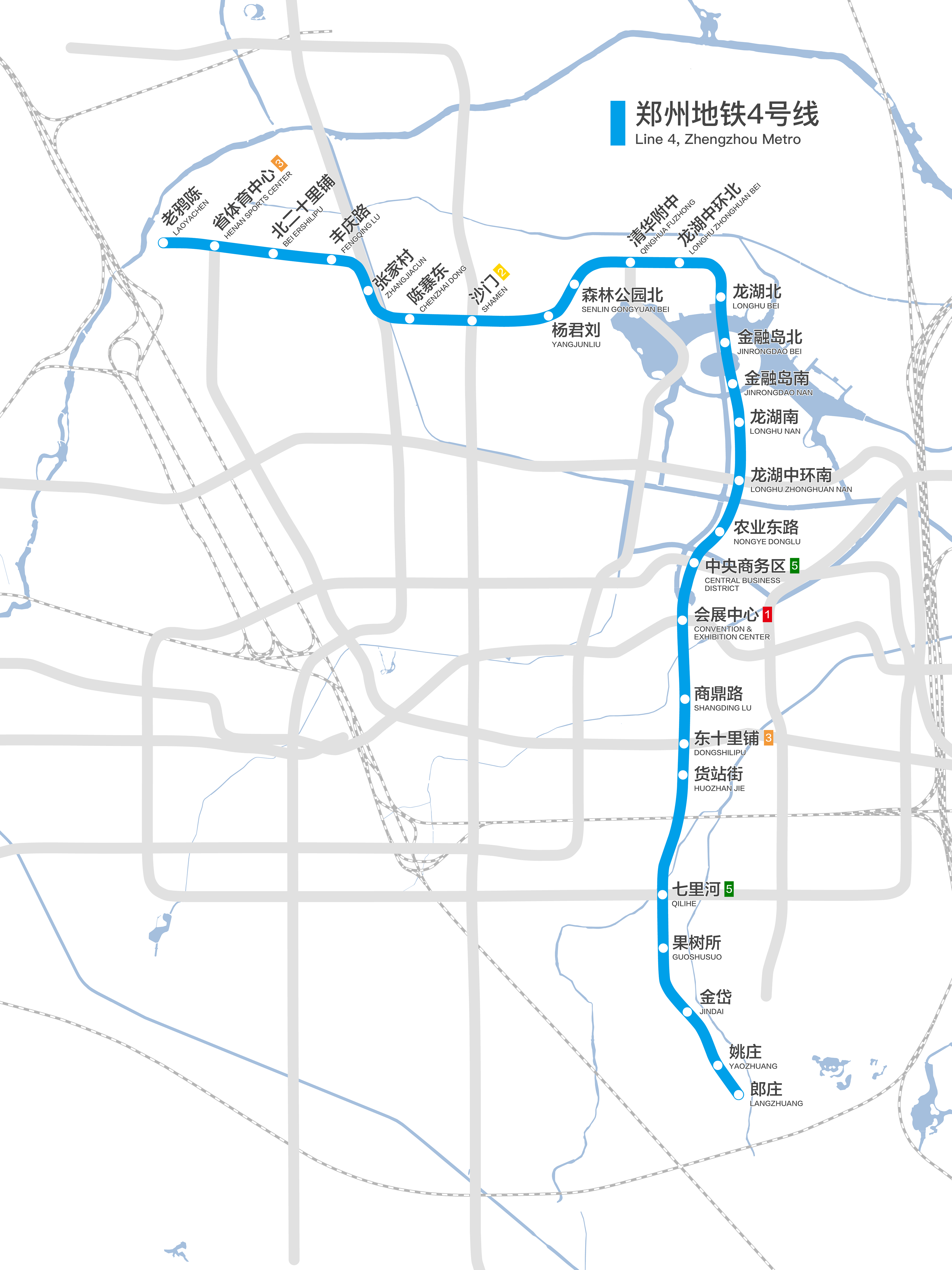
4号线线路图（按真实走向绘制）

## 车站
4号线全线设车站27座，均为地下车站。

### 车站列表
| 郑州地铁4号线车站列表 |            |            |         |                |                |               |
| 编号                  | 站名       | 所在行政区 | 换乘    | 启用日期       | 结构类型       | 中心里程 (km) |
| 0421                  | 老鸦陈     | 惠济区     |         | 2020年12月26日 | 地下二层岛式   |               |
| 0422                  | 省体育中心 | 惠济区     | █ 3号线 | 2020年12月26日 | 地下三层岛式   |               |
| 0423                  | 北二十里铺 | 金水区     |         | 2020年12月26日 | 地下二层岛式   |               |
| 0424                  | 丰庆路     | 金水区     |         | 2020年12月26日 | 地下二层岛式   |               |
| 0425                  | 张家村     | 金水区     | █ 7号线 | 2020年12月26日 | 地下二层双岛式 |               |
| 0426                  | 陈寨东     | 金水区     |         | 2020年12月26日 | 地下二层岛式   |               |
| 0427                  | 沙门       | 金水区     | █ 2号线 | 2020年12月26日 | 地下三层岛式   |               |
| 0428                  | 杨君刘     | 金水区     |         | 2020年12月26日 | 地下二层岛式   |               |
| 0429                  | 森林公园北 | 金水区     |         | 2020年12月26日 | 地下二层岛式   |               |
| 0430                  | 清华附中   | 金水区     | █ 6号线 | 2020年12月26日 | 地下三层岛式   |               |
| 0431                  | 龙湖中环北 | 金水区     |         | 2020年12月26日 | 地下二层岛式   |               |
| 0432                  | 龙湖北     | 金水区     |         | 2020年12月26日 | 地下二层岛式   |               |
| 0433                  | 金融岛北   | 金水区     |         | 2022年3月1日   | 地下二层岛式   |               |
| 0434                  | 金融岛南   | 金水区     |         | 2022年3月1日   | 地下二层岛式   |               |
| 0435                  | 龙湖南     | 金水区     |         | 2020年12月26日 | 地下二层岛式   |               |
| 0436                  | 龙湖中环南 | 金水区     | █ 8号线 | 2020年12月26日 | 地下三层岛式   |               |
| 0437                  | 农业东路   | 金水区     |         | 2020年12月26日 | 地下二层岛式   |               |
| 0438                  | 中央商务区 | 金水区     | █ 5号线 | 2020年12月26日 | 地下三层岛式   |               |
| 0439                  | 会展中心   | 金水区     | █ 1号线 | 2020年12月26日 | 地下三层岛式   |               |
| 0440                  | 商鼎路     | 金水区     |         | 2020年12月26日 | 地下二层岛式   |               |
| 0441                  | 东十里铺   | 金水区     | █ 3号线 | 2020年12月26日 | 地下三层岛式   |               |
| 0442                  | 货站街     | 金水区     |         | 2020年12月26日 | 地下二层岛式   |               |
| 0443                  | 七里河     | 管城回族区 | █ 5号线 | 2020年12月26日 | 地下三层岛式   |               |
| 0444                  | 果树所     | 管城回族区 |         | 2020年12月26日 | 地下二层岛式   |               |
| 0445                  | 金岱       | 管城回族区 |         | 2020年12月26日 | 地下二层岛式   |               |
| 0446                  | 姚庄       | 管城回族区 |         | 2020年12月26日 | 地下二层双岛式 |               |
| 0447                  | 郎庄       | 管城回族区 |         | 2020年12月26日 | 地下二层岛式   |               |

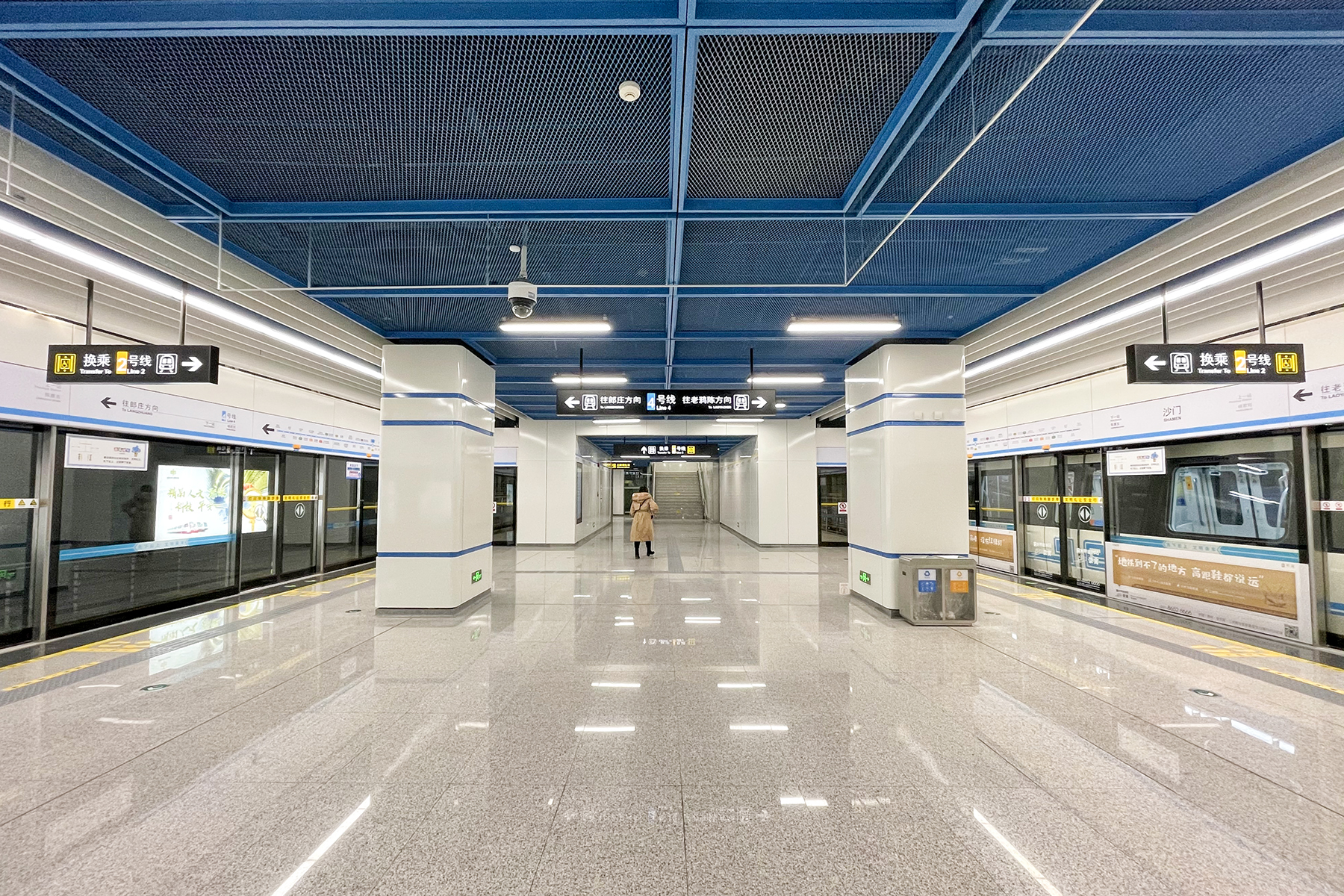
沙门站4号线站台
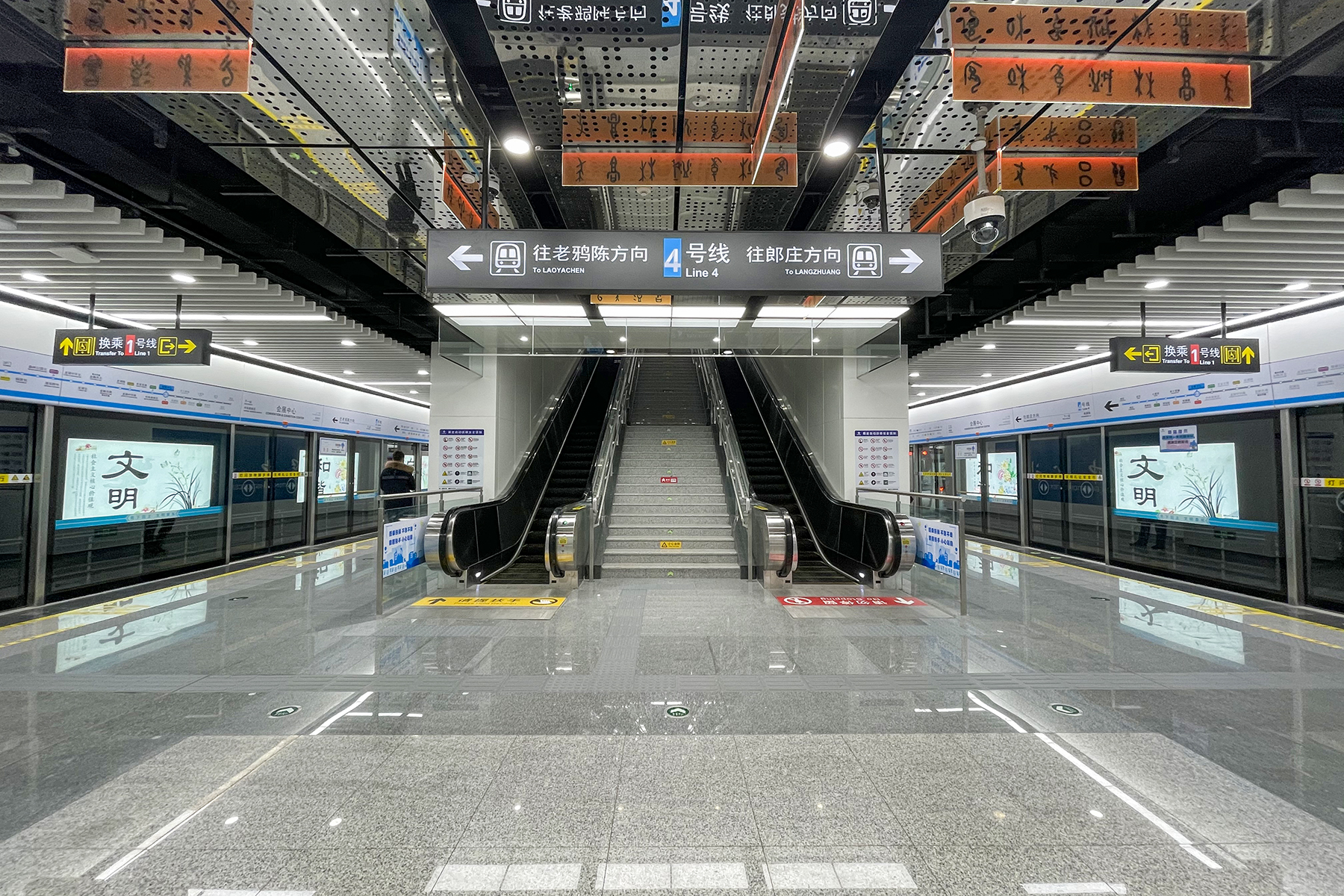
会展中心站4号线站台
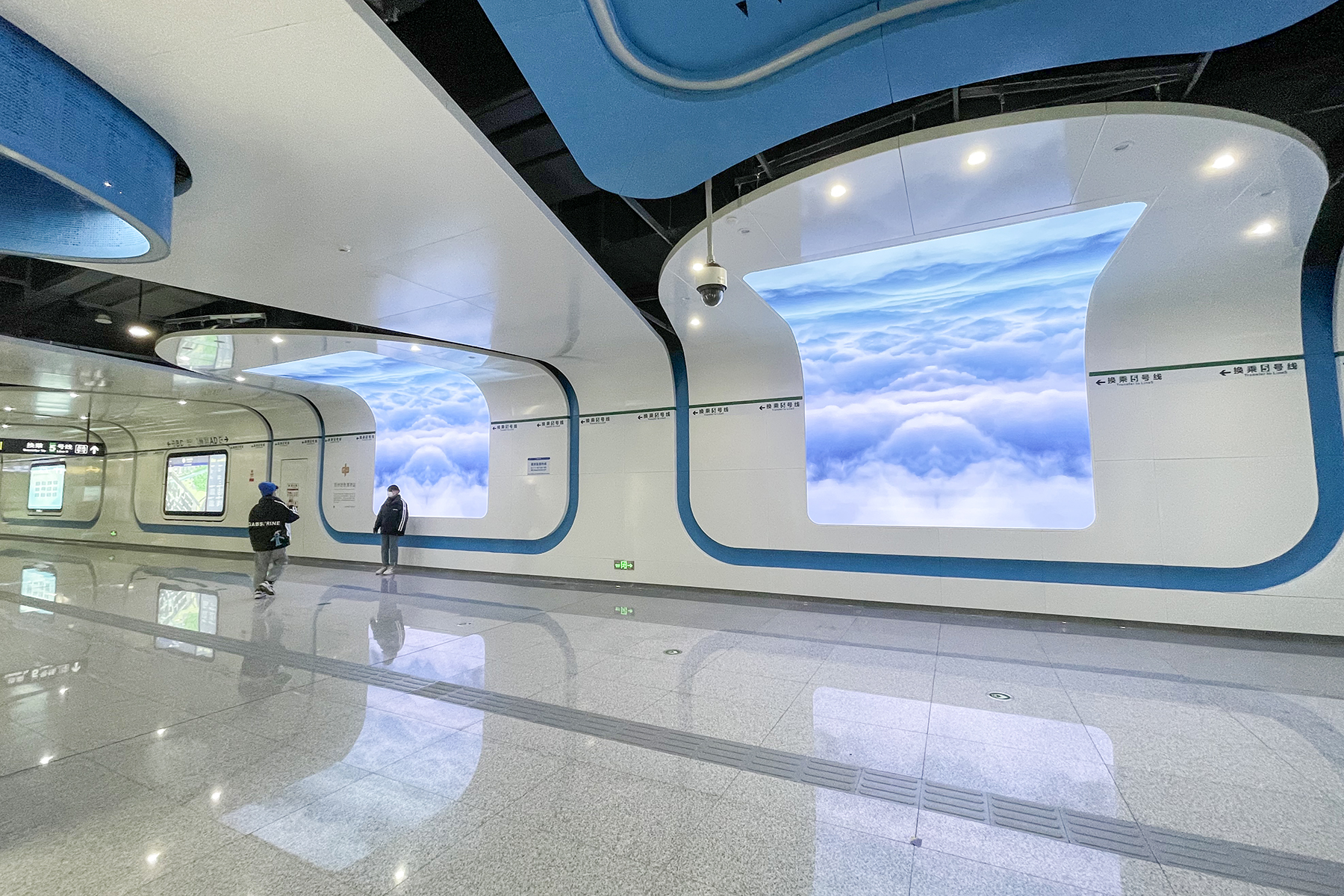
七里河站4号线站厅的数字文化艺术墙，目前用作郑州地铁博物站使用
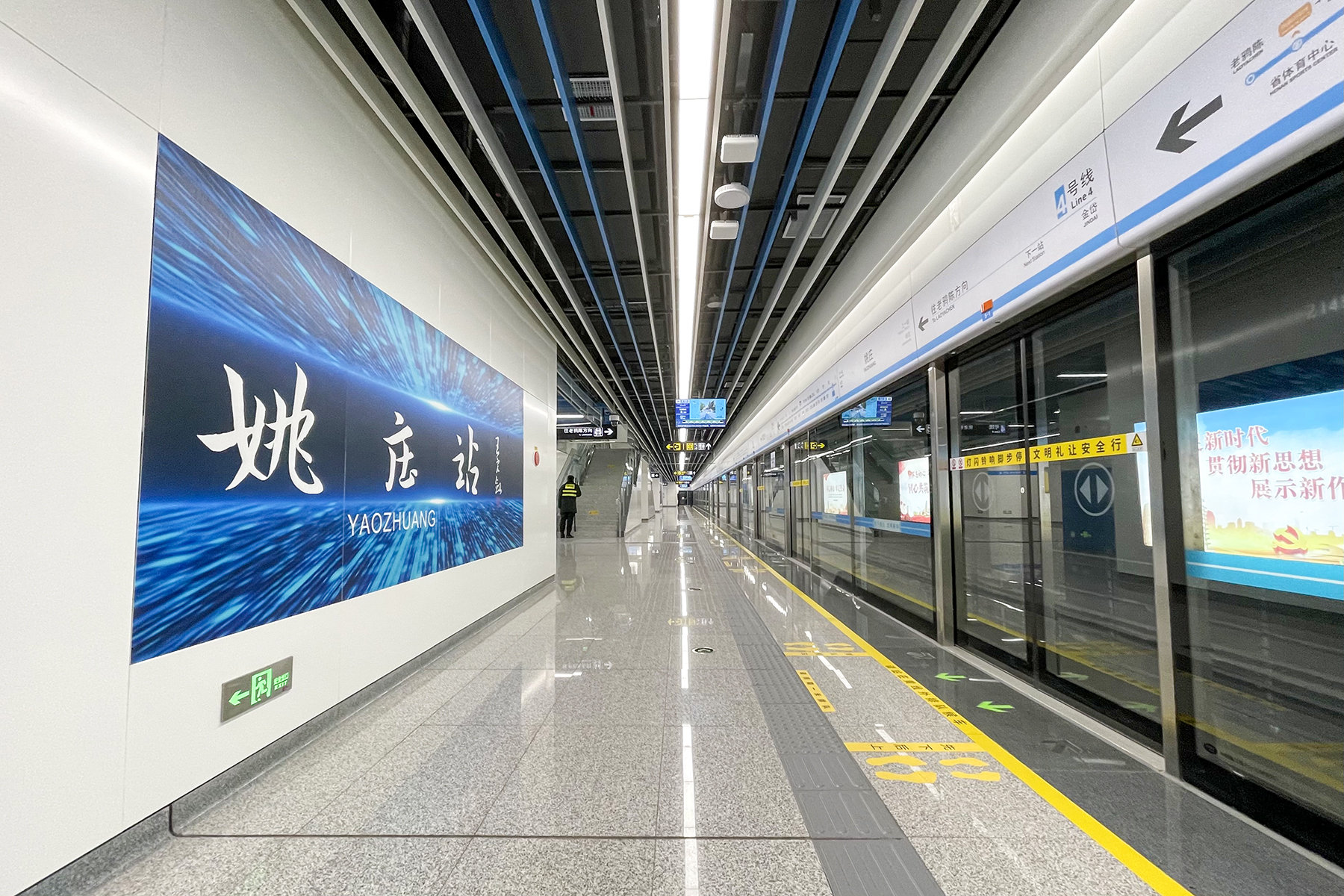
姚庄站东侧站台上的书法大字壁

### 换乘站
4号线目前9座换乘站，可与1号线、2号线、3号线、4号线、5号线、6号线、7号线和8号线换乘。
现有换乘站
- 省体育中心：与 █ 3号线换乘。
- 张家村：与 █ 7号线换乘。
- 沙门：与 █ 2号线换乘，2号线至4号线的换乘为站厅换乘，4号线至2号线的换乘为垂直换乘。
- 清华附中：与 █ 6号线换乘。
- 龙湖中环南：与 █ 8号线换乘。
- 中央商务区：与 █ 5号线换乘，采用通道换乘模式，5号线站台的西端有楼梯通道与4号线站台的北端相连。
- 会展中心：与 █ 1号线换乘。
- 东十里铺：与 █ 3号线换乘。
- 七里河：与 █ 5号线换乘。

## 车辆
4号线目前共配有31组列车，由中车四方下属的郑州中车四方轨道车辆有限公司制造。列车为B型电动列车，采用6节编组，最高运行速度为80km/h，额定载客1460人。
| 名称      | 制造商   | 车辆编组             | 制造年代  | 车辆编号   | 车辆总数 |
| --------- | -------- | -------------------- | --------- | ---------- | -------- |
| 4号线车辆 | 中车四方 | 6B (Tc+Mp+M+M+Mp+Tc) | 2019-2020 | 0401～0431 | 31       |

- Tc：带司机室的拖车
- Mp：带受电弓的动车
- M: 动车